# Zorzines consentanea
Zorzines consentanea là một loài bướm đêm trong họ Noctuidae.